# Grounded In Gloomsville
Grounded in Gloomsville (Con los pies en la tierra en Latinoamérica y Bajo Tierra en España) es el segundo episodio de la serie animada Ruby Gloom, en él tratan de ayudar a Scaredy a superar su miedo a volar.

## Argumento
La historia inicia con una filmación de una Película dirigida por Ruby, con sus amigos haciendo los sfx, pero Miedoso no se presenta en la escena y en ese momento la filmación queda arruinada.
Rato después con un desastre ocurrido por los efectos de lluvia causados por Chico Calavera, Miedoso les confiesa a todos que nunca ha volado y que las otras veces "improvisaba una manera de volar". Después de que Miedoso se va Len ofrece que hagan una intervención para que así vuele y la película se pueda hacer.
Después de los experimentos con una cama elástica y un vuelo improvisado hecho por Calavera (quien dice estar emparentado con Los Hermanos Wright), Frank descubre que puede hipnotizar si les toca una melodía (eso después de que Len se comportará como La Bella Durmiente, una gallina y un perro. Frank le lleva el experimento a Miedoso, pero Len lo toma como suyo y cree que puede volar.
Luego de ese incidente Miedoso se escapa y Ruby con la ayuda de Poe lo encuentra y le dice que debió haberle preguntado que quería y que la perdonará, Miedoso lo hace y le buscan un nuevo papel, el de un horrible ratón, pero Iris cree que no va a funcionar, y por un descuido de Chico Calavera, Ruby cae al pozo sin fondo, pero es salvada por Miedoso quien le demuestra que superó su miedo a volar.
Al final se filma una escena de la película donde apagan la luz y Miedoso admite que le da miedo la oscuridad.

## Cortos
- Fun With Socks: Ruby con un calcetín viejo crea al Sr. Buns
- Como Conocía Squig: Iris cuenta su historia del inicio de su amistad con Squig, un gusano gigante que vuela.

- Datos: Q5885923